# Deutsche Kriegsgräberstätte Neuville-St. Vaast
| Friedhof                                                                                              | Friedhof                                                                                           |
| --- | -------------------------------------------------------------------------------------------------- |
| Deutsche Kriegsgräberstätte Neuville-St. Vaast (Cimetière militaire allemand de Neuville-Saint-Vaast) | |
| Land:                                                                                                 | Frankreich                                                                                         |
| Region:                                                                                               | Hauts-de-France                                                                                    |
| Ort:                                                                                                  | Neuville-Saint-Vaast                                                                               |
| Einweihung:                                                                                           | 13. November 1983, ursprünglich angelegt durch die französischen Militärbehörden von 1919 bis 1923 |

Die Deutsche Kriegsgräberstätte Neuville-St. Vaast ist ein Soldatenfriedhof in der französischen Gemeinde Neuville-Saint-Vaast im Département Pas-de-Calais. Dort ruhen 44.833 deutsche Soldaten, die im Ersten Weltkrieg starben. Der Friedhof liegt eineinhalb Kilometer südlich des Zentrums der Stadt. 

## Situation im Ersten Weltkrieg
Neuville-Saint-Vaast befand sich im Ersten Weltkrieg an der Westfront. Bei den Kämpfen fielen viele Soldaten, z. B. bei dem Kampf um Artois von August 1914 bis Ende 1915 und bei den Kämpfen um Arras von 1917 und 1918. Kurz nach dem Weltkrieg wurde der Sammelfriedhof durch die französischen Streitkräfte angelegt. Von 1919 bis 1923 wurden die Toten aus deutschen Feldgräbern und kleineren Grabstätten aus über hundert Gemeinden hierher umgebettet, vor allem aus dem Gebiet nördlich und östlich von Arras. Auch beim Aufräumen der Schlachtfelder zur Wiedernutzung fand man noch viele sterbliche Überreste. Auch im weiteren Verlauf des 20. Jahrhunderts wurden noch viele weitere Gefallene gefunden und hier beigesetzt, z. B. beim Bau der Autobahn Autoroute A26.
Die meisten unbekannten Gefallenen wurden auf der  Deutschen Kriegsgräberstätte St.-Laurent-Blangy, die rund fünf Kilometer südöstlich liegt, beigesetzt.

## Gestaltung
Auf dem Friedhof ruhen 36.793 Gefallene, darunter 615 unbekannte Soldaten. 8.040 Gefallene sind in einem Massengrab beigesetzt. Die Gräber werden vom Volksbund Deutsche Kriegsgräberfürsorge gepflegt.
Ein deutscher Gedenkstein für ein Regiment aus Hannover wurde von dem Friedhof in Boiry-Sainte-Rictrude, der aufgehoben worden war, auf die Kriegsgräberstätte Neuville-Saint-Vaast versetzt und steht mitten im Gräberfeld. Im Lauf des 20. Jahrhunderts wurde die Kriegsgräberstätte weiter umgestaltet. 
In den 1970er-Jahren wurden die einfachen Kreuze durch Grabkreuze aus Metall ersetzt. Die 129 Gräber für jüdische Soldaten wurden mit Gedenksteinen versehen, auf denen sich hebräische Schriftzeichen befinden. Auf dem Friedhof befinden sich 29 Gräberfelder. Auf der Vorder- und der Rückseite jedes Metallkreuzes sind je zwei Gefallene genannt. Die Namenbücher und das Gästebuch sind in einer vergitterten Nische in der Eingangshalle zugänglich.
Auf dem Friedhof gibt es ein Relief, auf dem 17 Friedhöfe anderer Nationen in der Umgebung genannt werden, auf denen 200.000 Soldaten verschiedener Nationen ruhen. 
Im Dezember 2015 weihte der französische Staatspräsident François Hollande in der Nähe des Friedhofs ein Denkmal für sogenannte Verbrüderungen ein.

## Die Toten
Die Gefallenen gehörten mehr als 100 verschiedenen Infanteriedivisionen und Artillerieregimentern sowie zahlreichen anderen Einheiten, wie Pionieren, Fliegern, Minenwerfern usw. an. Sie kamen aus allen Ländern und Provinzen des damaligen Deutschen Reiches.

## UNESCO-Weltkulturerbe
Als Grab- und Gedenkstätte des Ersten Weltkriegs gehört die „Deutsche Kriegsgräberstätte Neuville-St. Vaast“ seit 2023 zum UNESCO-Welterbe in Frankreich.

## Weitere Kriegsgräberstätten um Neuville-Saint-Vaast
In der Region Nord-Pas de Calais gibt es mehr als 700 Soldatenfriedhöfe aller Kriegsparteien. Um Neuville-Saint-Vaast gehören dazu:
- Nécropole nationale de Notre-Dame-de-Lorette
- Nécropole nationale de la Targette
- La Targette British Cemetery - Neuville-Saint-Vaast
- Cabaret-Rouge British Cemetery - Souchez
- Cimetière tchécoslavaque/polonais - Neuville Saint Vaast